# آسیاگو
آسیاگو (به ایتالیایی: Asiago) یک کومونه در ایتالیا است که در استان ویچنزا واقع شده‌است.

## خصوصیات
آسیاگو ۱۶۲ کیلومترمربع مساحت و ۶٬۵۳۳ نفر جمعیت دارد و ۱٬۰۰۱ متر بالاتر از سطح دریا واقع شده‌است.

## خواهرخوانده
شهرهای Sinnai، Noventa Vicentina و تمپیو پاوزانیا خواهرخوانده‌های آسیاگو هستند.